# Galaretek kolczasty

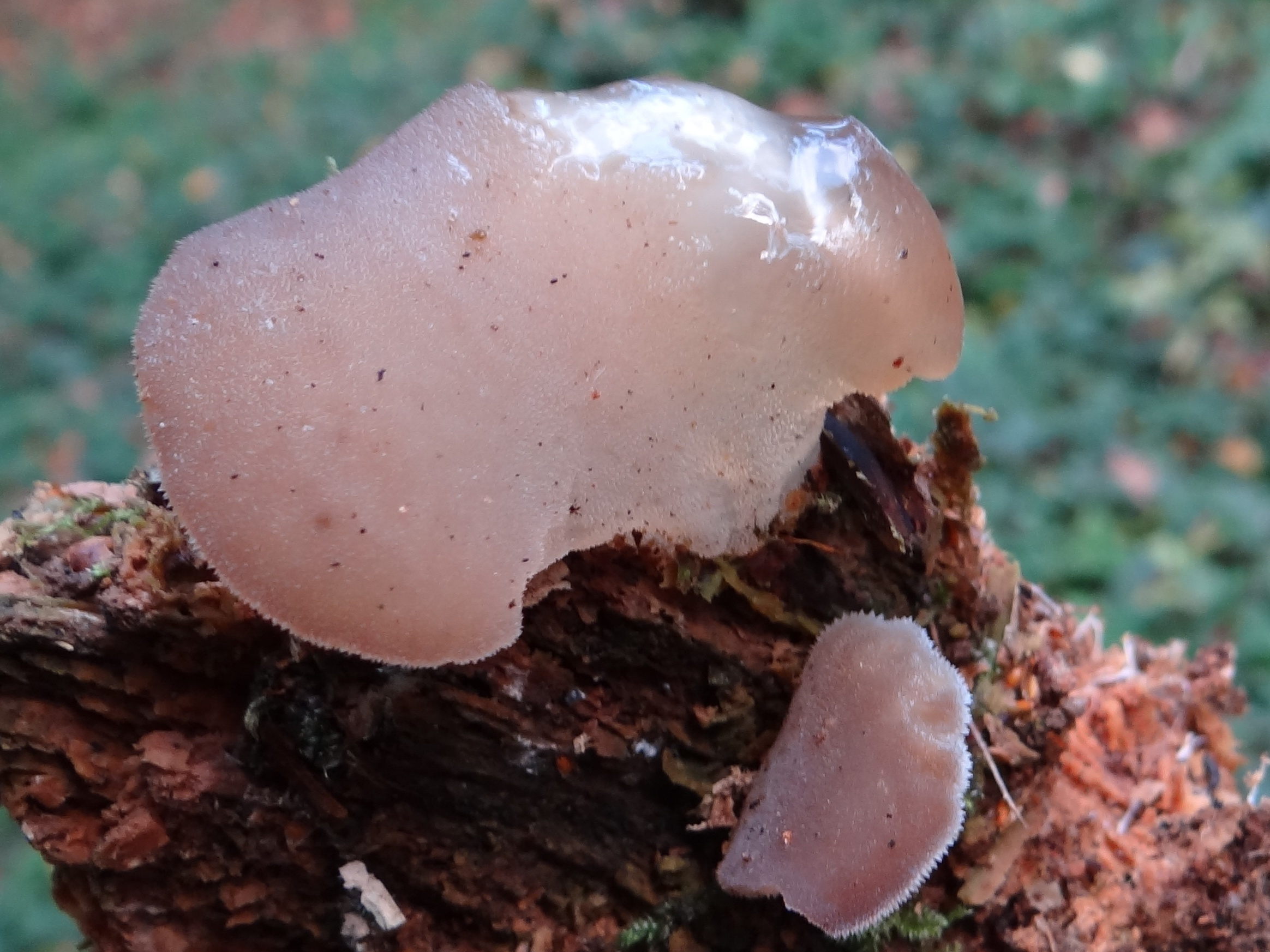
Owocnik o różowawym zabarwieniu

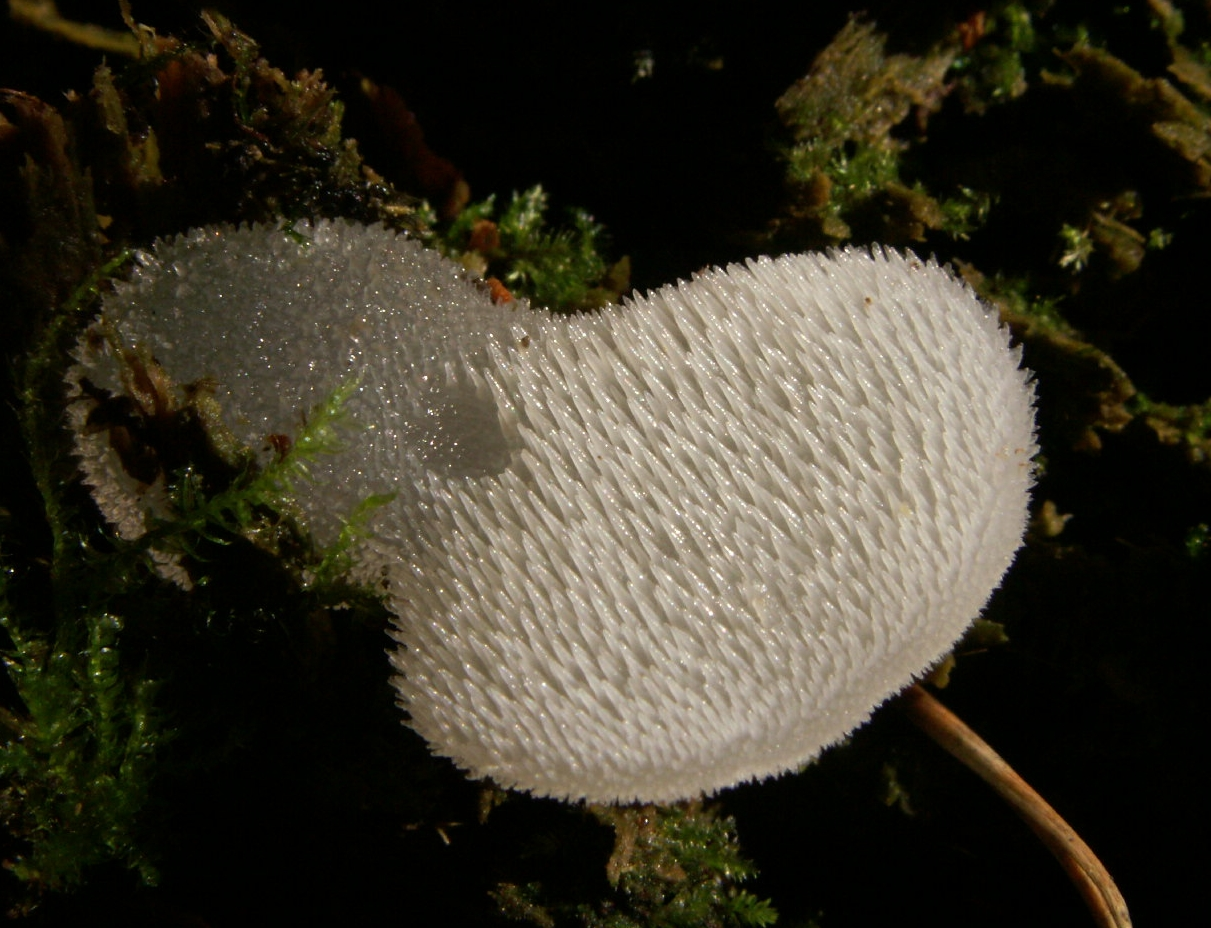
Kolczasty hymenofor

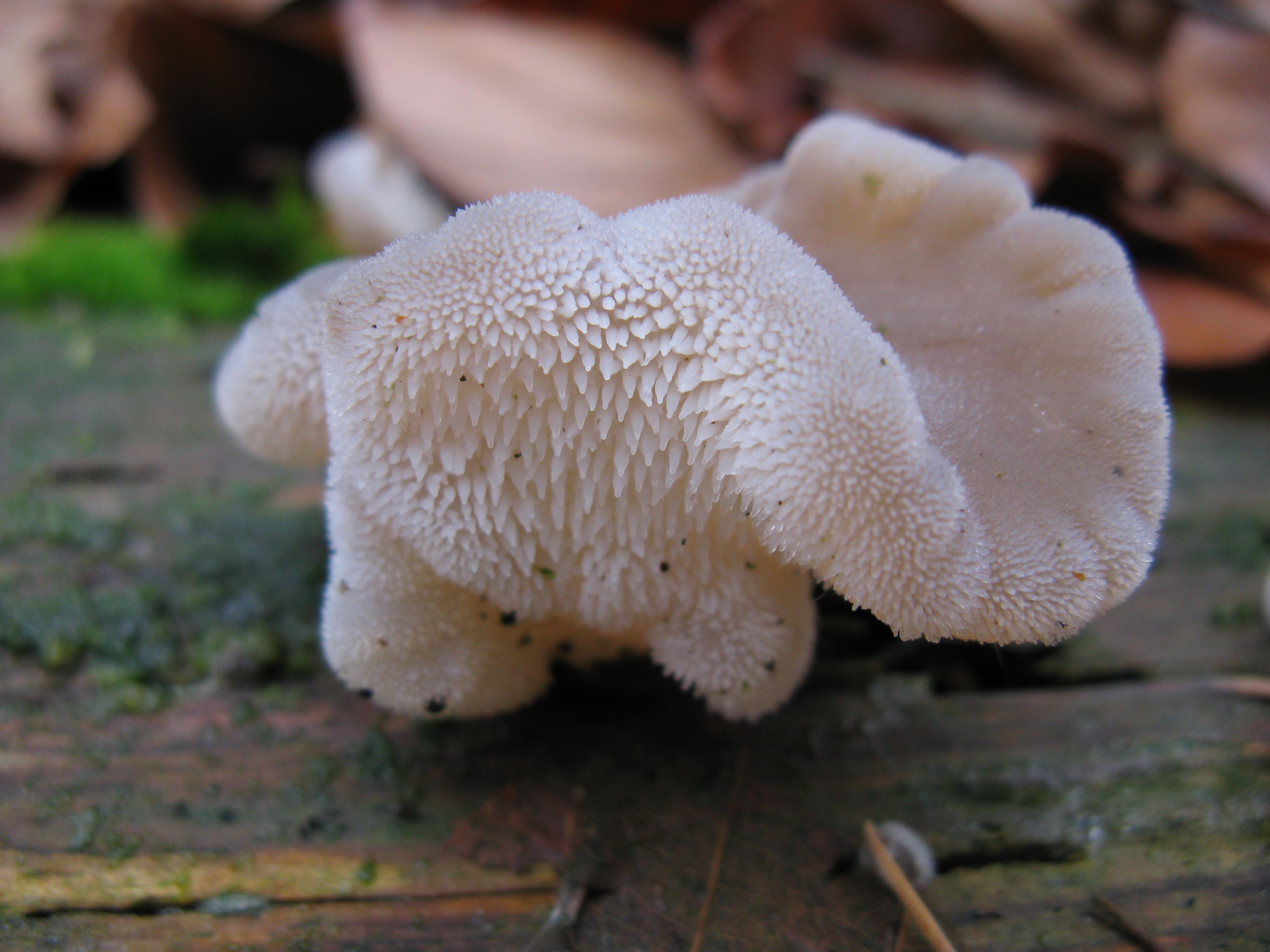

Galaretek kolczasty (Pseudohydnum gelatinosum (Scop.) P. Karst.) – gatunek grzybów z rzędu uszakowców (Auriculariales).

## Systematyka i nazewnictwo
Pozycja w klasyfikacji według Index Fungorum: Incertae sedis, Auriculariales, Incertae sedis, Agaricomycetes, Agaricomycotina, Basidiomycota, Fungi.
Po raz pierwszy takson ten opisał w 1772 r. Giovanni Antonio Scopoli, nadając mu nazwę Hydnum gelatinosum. Obecną, uznaną przez Index Fungorum nazwę nadał mu w 1868 r. Petter Adolf Karsten, przenosząc go do rodzaju Pseudohydnum.
Synonimów naukowych ma ponad 20. Niektóre z nich:

- Exidia gelatinosa (Scop.) P. Crouan & H. Crouan 1867
- Hydnogloea gelatinosa (Scop.) Curr. ex Berk. 1873
- Hydnum gelatinosum Scop. 1772
- Hydnum gelatinosum var. gelatinosum Scop. 1772
- Steccherinum gelatinosum (Scop.) Gray 1821
- Tremellodon gelatinosum (Scop.) Pers. 1874

Polską nazwę nadali Barbara Gumińska i Władysław Wojewoda w 1968 r. W polskim piśmiennictwie mykologicznym gatunek ten opisywany był też jako kolczak galaretowaty, galaretówka kolczasta, szczękacz galaretowaty.

## Morfologia
Owocnik
Tremelloidalny, zawierający w sobie bardzo dużo wody. Po wysuszeniu pozostaje z niego tylko cienki płatek. Składa się na niego łopatkowaty (językowaty, półeczkowaty) kapelusz i ekscentrycznie osadzony krótki trzon. Może też być przyrośnięty bokiem do drewna (bez trzonu). Barwa biaława z sinym odcieniem. Górna powierzchnia ziarnista lub brodawkowata. Szerokość owocnika górą wynosi 1–8 cm. Oprócz okazów białych występują okazy o szarym lub różowo-brązowym ubarwieniu górnej strony kapelusza.
Hymenofor
Kolczasty, barwy owocnika. Kolce dość gęste, długości do 3 mm.
Miąższ
Białawy z bladoniebieskawym odcieniem, o konsystencji galarety, wodnisty, lekko przezroczysty (szklisty), bez smaku i zapachu.
Wysyp zarodników
Bezbarwny do białego. Zarodniki prawie kuliste, gładkie, o rozmiarach 3,5-6,5 × 5–8,5 μm.
Gatunki podobne
- pierwoząb świerkowy (Hyalodon piceicola)[8]. Ma płasko rozpostarty owocnik i w Polsce podano jego występowanie tylko w Puszczy Białowieskiej[5]
- z innymi białymi i galaretowatymi grzybami występującymi w Polsce nie może być pomylony, gdyż posiada kolczasty hymenofor[6].

## Występowanie i siedlisko
Poza Antarktydą i Afryką notowany na wszystkich kontynentach, a także na wielu wyspach. W Polsce jest pospolity.
Nadrzewny grzyb saprotroficzny. Rośnie w lasach mieszanych i iglastych. Występuje grupami po kilka okazów rosnących dachówkowato przez cały rok. Najczęściej w lecie i na jesieni, zwykle na martwym drewnie świerkowym i sosnowym. W Polsce pojawia się od lata do jesieni, czasami można go spotkać również wiosną i zimą.

## Znaczenie
Grzyb jadalny, po sparzeniu (lub nawet na surowo) nadaje się do sałatki. Ma jednak mdły i niewyrazisty smak. Ze względów sanitarnych odradza się jego spożywania w stanie surowym, istnieje bowiem niebezpieczeństwo zarażenia się jajami bąblowca wielojamowego – tasiemca pasożytującego w ciele lisów, dla którego człowiek jest żywicielem pośrednim. W Polsce grzyb na ogół niezbierany.